# Goniothalamus macrophyllus
Goniothalamus macrophyllus este o specie de plante din genul Goniothalamus, familia Annonaceae. A fost descrisă pentru prima dată de Carl Ludwig von Blume, și a primit numele actual de la Joseph Dalton Hooker och Thomas Thomson.

## Subspecii
Această specie cuprinde următoarele subspecii:
- G. m. kerri
- G. m. siamensis